# Extraction
Az Extraction Greg Howe 2003-ban megjelent szólólemeze, mely a Tone Center gondozásában jelent meg. Howe elmondása szerint a lemez elkészültét egy két évig tartó felvételi korszak előzte meg. Ennek megfelelően a felvételek különböző helyeken, a korongon játszó zenészek házi stúdióiban zajlottak. Howe erre az anyagra olyan legendás jazz zenészeket hívott meg maga mellé, mint Victor Wooten basszusgitáros és Dennis Chambers dobos. A korongra Howe újra rögzítette egy korábbi dalát az A Delicacy címűt, mely eredetileg a Now Hear This albumon jelent meg.
A korong pozitív kritikákban részesült, az AllMusic 3.5 csillaggal jutalmazta az ötből, hozzátéve, hogy az anyag nagymértékben idézi az Al Di Meola, Stanley Clarke és Billy Cobham nevével fémjelzett, 1970-es évekbeli fúziós jazz albumokat.

## Számlista
Az összes dal szerzője Greg Howe, kivéve ahol jelölve van.. 
| 1.    | Extraction                 | 6:13 |
| 2.    | Tease                      | 6:07 |
| 3.    | Crack It Way Open          | 5:59 |
| 4.    | Contigo                    | 6:30 |
| 5.    | Proto Cosmos (Alan Pasqua) | 4:15 |
| 6.    | A Delicacy                 | 2:24 |
| 7.    | Lucky 7                    | 6:02 |
| 8.    | Ease Up                    | 6:20 |
| 9.    | Bird's Eye View            | 6:18 |
| 50:08 |                            |      |

## Közreműködők
- Greg Howe – gitár, gitárszintetizátor, billentyűs hangszerek, producer
- David Cook – billentyűs hangszerek
- Dennis Chambers – dob
- Victor Wooten – basszusgitár
- John Grant – hangmérnök
- Mark Gifford – hangmérnök, keverés
- Tony Gross – keverés
- Ashley Moore – maszter